# Gran mezquita de Xi'an

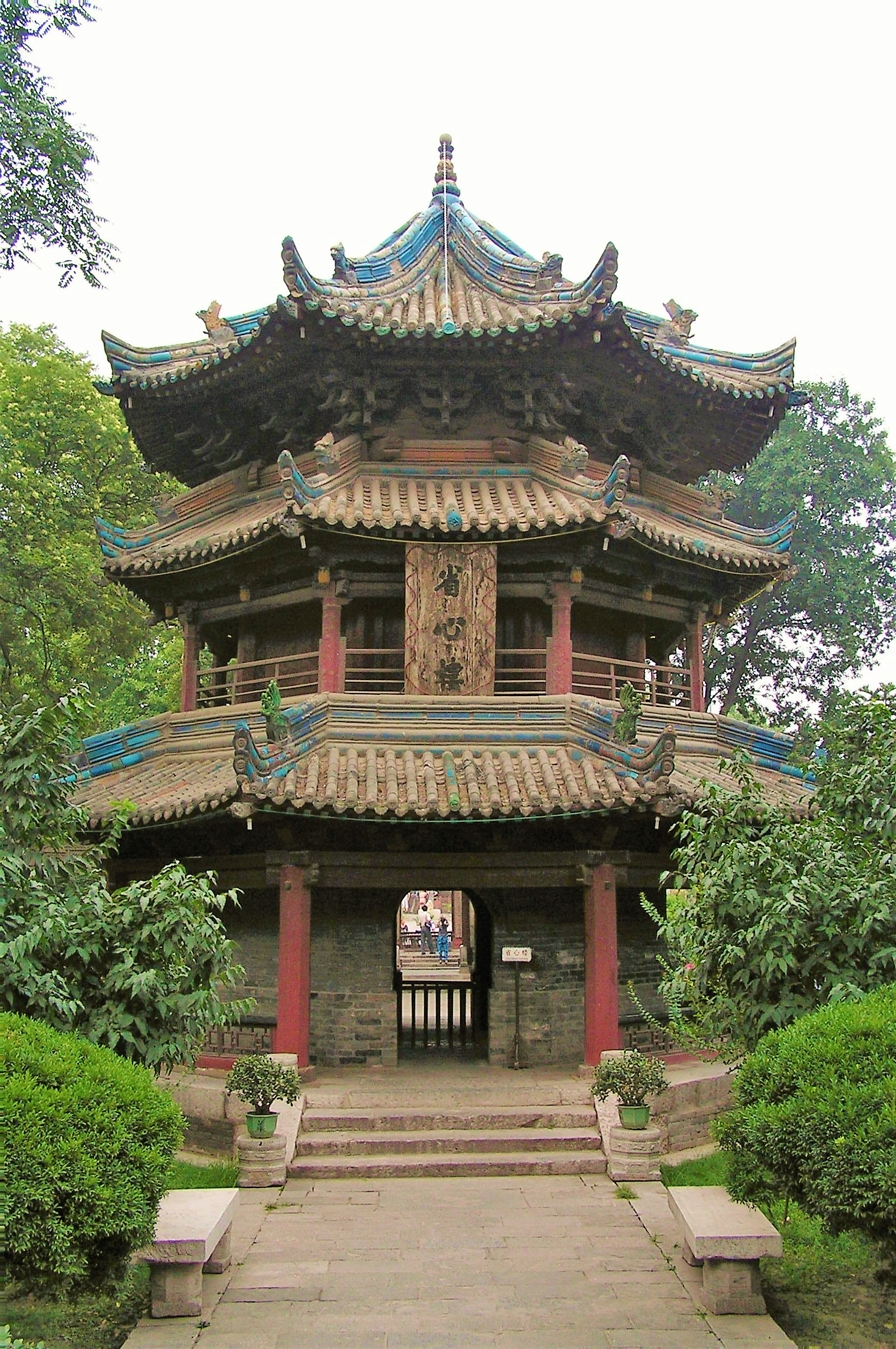
Minarete de la Gran Mezquita, en estilo chino.

La gran mezquita en Xi'an es una de las mayores mezquitas de toda la República Popular China. Localizada en el distrito musulmán de la minoría hui, ocupa un área de 12 000 m².
Como la de más importancia en el noroeste de China, la cual goza de la fama de pequeña Meca, esta mezquita fue construida hacia la dirección oeste originariamente en el año 742 durante la dinastía Tang para poder atender a los cada vez más numerosos creyentes musulmanes que habitaban en la ciudad. Y después sucesivamente fue restaurada durante las dinastías Ming y Qing. Por ejemplo, su puerta principal actual con nota que brilla la visita real fue una obra de la dinastía Qing.
Admirando la armonización de una arquitectura mixta sino-árabe como la mezcla con detalles que demuestra la influencia árabe en la Mezquita de Córdoba en España, nadie puede ignorar unas piedras con líneas de agua que forman naturalmente en eje de la mezquita. De frente se ven cuatro pancartas rogando la Paz y la Obediencia en forma de tambor heredando un estilo típico y tradicional de Antigua China. Asimismo esta característica se precia en los techos y un par de tambores de piedra en dos lados de la puerta que se utilizan para prevenir contratiempos protegiendo casa.
Después de cruzar otra puerta que fue la original construida en la dinastía Tang, los creyentes deben hacer lavabo en el cuarto de la izquierda. En cuanto a las habitaciones a la derecha, se usan de pequeña escuela que da cursillos del idioma árabe a la gente de Alá para que lea Corán. Delante de nosotros se levanta Xing-Xin Lou donde los creyentes reflexionan con frecuencia sobre sus errores y el imam canta sutras. Dentro del edificio, se ven cerradas unas cajas de madera que se utilizan para calcular el inicio del Ramadán. En sus paredes se ven diseños de nenúfares y en suelo, relieves con imagen de dragón mostrando su consenso a la política religiosa de China.
Tras tres puertas conectadas y el Pabellón de Grulla, finalmente nos encontramos con el Salón Principal. Como se describe su nombre, lugar más destacado en la mezquita. Se admiran grabados en ébano de textos en árabe de unos versos de Corán por sus dos lados izquierdo y derecho. Lo de más misterio es que se ven seis relojes en el dintel de la puerta para advertir horas exactas de cinco oraciones al día en ambas ciudades Meca y Pekín.
Esta mezquita ha recibido la visita de los reyes españoles en los 80.